# Antoni Karużas
Antoni Karużas (ur. 26 czerwca 1911 w Nowogrodzie Wielkim, zm. 16 stycznia 1997 w Warszawie) – polski muzyk, pianista, reżyser muzyczny, pionier reżyserii dźwięku jako dziedziny nauki i sztuki oraz w przemyśle fonograficznym.
Antoni Karużas współtworzył u jego początku Wydział Reżyserii Dźwięku Uniwersytetu Muzycznego Fryderyka Chopina. W okresie swojej aktywności zawodowej był reżyserem muzycznym znaczącej części polskich wydawnictw fonograficznych zawierających muzykę poważną. Jego wychowankami jest wielu reżyserów dźwięku pracujących w kraju i za granicą.

## Życiorys
Antoni Karużas przyszedł na świat w rodzinie Konstancji i Antoniego jako najmłodszy z piątki rodzeństwa. Po wybuchu wojny polsko-bolszewickiej jego rodzice byli przez kilka miesięcy aresztowani, co po wyjściu z więzienia było powodem ich decyzji o natychmiastowym wyjeździe do Polski. Osiedlili się w Wilnie, gdzie panowała w tym czasie epidemia tyfusu plamistego. Obydwoje rodziców Antoniego zmarło w krótkim czasie w kwarantannie, on sam z rodzeństwem znalazł się w sierocińcu. Uczył się w Gimnazjum im. Witolda Wielkiego w Wilnie. Mieszkał w internacie, gdzie podjął samodzielną naukę gry na fortepianie znajdującym się w placówce. Został zauważony i otoczony opieką pedagogiczną przez Konstantego Gałkowskiego, ucznia Nikołaja Rimskiego-Korsakowa.
W okresie nauki w gimnazjum Karużas stał się animatorem życia muzycznego szkoły. Zakładał zespoły kameralne, instrumentował, przygotowywał repertuar, programy, pisał recenzje, organizował koncerty i uczestniczył w nich jako pianista. Po ukończeniu gimnazjum rozpoczął studia w klasie fortepianu prof. Stanisława Szpinalskiego w Konserwatorium im. Mieczysława Karłowicza w Wilnie. Wstąpił też na Wydział Filologii Uniwersytetu Stefana Batorego, gdzie przerwał jednak edukację po dwóch latach z powodu trudnej sytuacji materialnej niepozwalającej na utrzymanie się na dwóch uczelniach. Jeszcze w trakcie nauki w konserwatorium w 1938 rozpoczął praktykę pedagogiczną jako asystent Szpinalskiego. Występował też z recitalami radiowymi, koncertował jako solista. Studia muzyczne ukończył w 1940, w tym samym roku ożenił się z Ireną Tuwińską, koleżanką z konserwatorium. Na krótko przed wybuchem powstania małżeństwo znalazło się w Warszawie. Po jego upadku byli więzieni w obozie koncentracyjnym.
Po wojnie Karużas zamieszkał z żoną w Krakowie. W tym czasie doznał kontuzji lewej ręki, co uniemożliwiło mu karierę pianistyczną. W krakowskiej prasie był sprawozdawcą i recenzentem muzycznym. W 1948 przeniósł się do Poznania, gdzie ponownie został asystentem prof. Szpinalskiego kształcącego w tamtejszej Państwowej Wyższej Szkole Muzycznej. Prowadził też klasę fortepianu w średniej szkole muzycznej, był korepetytorem solistów Opery Poznańskiej.
W 1953 ponownie dołączył do prof. Szpinalskiego, który w międzyczasie został rektorem warszawskiej Państwowej Wyższej Szkoły Muzycznej (PWSM). Równocześnie rozpoczął pracę w Zakładzie Nagrań Dźwiękowych, niebawem przekształconym w Polskie Nagrania, jako reżyser muzyczny. Na uczelni z Januszem Urbańskim, Bohdanem Jankowskim i Marianem Rajewskim przedstawił projekt utworzenia wydziału kształcącego specjalistów sprawujących artystyczny nadzór nad procesem rejestracji dźwięku.
Wydział Reżyserii Muzycznej PWSM został otwarty w 1954 i stał się unikatową ówcześnie w skali światowej placówką kształcącą reżyserów muzycznych nie tylko w aspektach technicznych rejestracji ale przede wszystkim przekazującą wiedzę muzykologiczną i kształtującą ich artystyczną wrażliwość. Karużas przedstawiany jest jako twórca estetyki dzieła fonograficznego, uważany jest za tego, który doprowadził do traktowania fonografii jako dziedziny sztuki a reżysera muzycznego jako artysty, jej twórcy. Zamysł reżyserski jest fonograficznym dookreśleniem zamysłu kompozytora i wykonawcy.

Właściwy sens fonografii jawi się w stwarzaniu nowego istnienia.

Według niego rolą reżysera muzycznego jest przekazanie muzykom-twórcom dzieła fonograficznego wskazówek interpretacyjnych wynikających z odmienności środowiska studia nagraniowego od miejsc publicznego wykonania dzieła muzycznego, takich jak sala koncertowa czy estrada. Jest nią też roztoczenie nad wykonawcami opieki w tym odmiennym środowisku i praca prowadząca do uzyskania wspólnie zamierzonego efektu artystycznego. 
Na wydziale Karużas prowadził Sekcję Fonograficzną, później przekształconą w specjalność Reżyseria Muzyczna. Wykładał reżyserię muzyczną, fonograficzną analizę partytury, analizę obrazu fonograficznego, podstawy reżyserii muzycznej. Prowadził seminarium nagrań dyplomowych. Był członkiem Katedry Reżyserii Muzycznej wydziału od jej powstania w 1961, był kierownikiem przemianowanej później, analogicznie do nazwy wydziału, Katedry Realizacji Dźwięku Akademii Muzycznej im. F. Chopina w latach 1981–1984. W latach 1972–1977 kierował też działającym w tym okresie przy Wydziale Reżyserii Dźwięku trzyletnim Zaocznym Wyższym Studium Realizacji Dźwięku. Słuchacze kierowani przez Komitet do spraw Radia i Telewizji rekrutowali się spośród realizatorów dźwięku pracujących w publikatorach radiokomitetu. Studenci otrzymywali kompendium wiedzy potrzebnej przy realizacji nagrań, ze szczególnym uwzględnieniem zagadnień muzycznych i najnowszych technologii. Studium ukończyły trzy roczniki absolwentów. Był promotorem 75 dyplomantów (spośród 470 absolwentów wydziału do 2015) pracujących później w zawodzie w Polsce, wielu krajach Europy i świata. Wykształcił też znaczącą część późniejszej kadry pedagogicznej wydziału. Przeszedł na emeryturę w 1986.
W Polskich Nagraniach Karużas pracował do 1981. Współpracował także z zagranicznymi firmami fonograficznymi (RCA, Deutsche Grammophon, Telefunken, Teldec, Philips, EMI, CRI). Był reżyserem nagrań, które ukazały się na setkach płyt zawierających polskie wykonania dzieł muzyki poważnej i krajową muzykę współczesną, ale również muzykę ludową, baśnie, kolędy, jazz (również z serii Polish Jazz) i muzykę rozrywkową. W polskiej popkulturze ważne są m.in. wielokrotnie wznawiane albumy Ewa Demarczyk śpiewa piosenki Zygmunta Koniecznego (Polskie Nagrania Muza SXL 0138, 1967) i Stan Getz w Polsce (Polskie Nagrania Muza L 0329, 1960), których sesje nagraniowe reżyserował.
Prof. Antoni Karużas był członkiem Polskiej Rady Muzycznej. Był odznaczony Krzyżem Kawalerskim Orderu Odrodzenia Polski (1969) i Medalem Komisji Edukacji Narodowej. Jest pochowany na Cmentarzu Powązkowskim (kwatera 2-5-24).

## Ważniejsze nagrody i wyróżnienia[1]
- Grand Prix Académie du Disque Lyrique i plakieta Orphée d'Or, Paryż 1967, za nagranie Pasji wg św. Łukasza Krzysztofa Pendereckiego (Penderecki – Passio et mors domini nostri Jesu Christi secundum Lucam, Philips 802 771-72 LY / Polskie Nagrania Muza SXL 0325-0326[15]);
- Nagroda Ministra Kultury i Sztuki I stopnia, 1967;
- Grand Prix Académie Charles-Cros, Paryż 1970, za nagranie opery Karola Szymanowskiego Król Roger (Karol Szymanowski – King Roger, Polskie Nagrania Muza STXL 0250-0251[16]);
- Międzynarodowa Trybuna Kompozytorów UNESCO, 1971, wyróżnienie za nagranie Swinging Music Kazimierza Serockiego (w: Music Workshop – Polish Avant-Garde Music, Polskie Nagrania Muza SXL 0573[17]);
- Nagroda Ministra Kultury i Sztuki II stopnia (zespołowo), 1972;
- Grand Prix Académie Charles-Cros, Paryż 1974, za nagranie Jutrzni Krzysztofa Pendereckiego (Krzysztof Penderecki – Jutrznia - Utrenja, Polskie Nagrania Muza SX 889-890 / Philips 6500 558[18]).